# Paruscanoidea
Paruscanoidea är ett släkte av steklar. Paruscanoidea ingår i familjen hårstrimsteklar.
Kladogram enligt Catalogue of Life:
| Paruscanoidea | \| \| Paruscanoidea australia \| \| \| \| \| \| Paruscanoidea dickensi \| \| \| \| |
|               | \| \| Paruscanoidea australia \| \| \| \| \| \| Paruscanoidea dickensi \| \| \| \| |
|               | Paruscanoidea australia                                                            |
|               |                                                                                    |
|               | Paruscanoidea dickensi                                                             |
|               |                                                                                    |